# Kofilnagle
 Der er for få eller ingen kildehenvisninger i denne artikel, hvilket er et problem. Du kan hjælpe ved at angive troværdige kilder til de påstande, som fremføres i artiklen.

En kofilnagle er en drejet træpind, som bliver brugt på ældre sejlskibe til fastgørelse af tovværk (liner). I nyere tid forekommer også kofilnagler af metal.
En kofilnagle er omkring 30 cm lang og 2,5 cm i diameter. I den ene ende er den udformet med et håndtag med en krave under. På indersiden af rælingen var fastgjort en solid planke med huller, kaldet en naglebænk. Når en line skulle fastgøres, satte man en kofilnagle ned i et passende hul og fastgjorde linen til naglen. Skulle en line flyttes, fordi sejlene skulle trimmes, kunne line og kofilnagle let flyttes til et andet hul. 
Tilsvarende var der en naglebænk rundt om foden på masterne, hvor de liner, der løb langs med masten, kunne fastgøres. Normalt ville hver line have sin faste plads i naglebænken, så det var let at finde den rette også i mørke og dårligt vejr.
Ud over at fastgøre en line, fungerede en kofilnagle også som et bekvemt sted at ophænge den overskydende ende af linen, så den ikke rodede på dækket.